# تشارلز بي. ديفيس
تشارلز بي. ديفيس (بالإنجليزية: Charles B. Davis)‏ هو محامي وقاضي أمريكي، ولد في 9 مارس 1877 في هانيبال في الولايات المتحدة، وتوفي في 3 مارس 1943.